# USS Maryland (1799)
Pour les autres navires du même nom, voir USS Maryland.
L’USS Maryland est un sloop lancé en juin 1799 pour l'US Navy grâce au Naval Act of 1798. Il participe activement à la quasi-guerre, croisant dans les Caraïbes à la poursuite de corsaires français afin de protéger le commerce américain. Il retourne à Baltimore fin 1800 pour effectuer des réparations. Il en repart le 22 mars 1801 à destination du Havre, emmenant le représentant du président John Adams à la signature du traité de Mortefontaine qui scelle la fin de la quasi-guerre. Après son retour aux États-Unis fin août, il est revendu le 2 octobre.

## Source
- (en) Cet article est partiellement ou en totalité issu de l’article de Wikipédia en anglais intitulé « USS Maryland (1799) » (voir la liste des auteurs).